# Tore (mansnamn)
Tore eller Thore är ett mansnamn med nordiskt ursprung. En äldre form av namnet var Thórir som eventuellt är en sammansättning av guden Tors namn och ett ord verr som betyder "man" eller "kämpe". En annan tolkning är att slutdelen skulle komma från *wihar med betydelsen "präst". Namnet är också en kortform av olika namn som börjar på Tor-. Tore förekommer på runstenar, t.ex. på denna i Karberga, Funbo: "Ingrid och Ingegärd läto resa stenen och göra vad ute i sundet till minne av Tore, sin fader." (Upplands runinskrifter 996)
Tore är relativt vanligt bland män över 50 år, men förekommer inte ofta som tilltalsnamn bland de yngre.
31 december 2014 fanns det totalt 18 057 personer i Sverige med namnet Tore eller Thore, varav 6 674 med det som tilltalsnamn.
År 2014 fick 60 pojkar Tore som tilltalsnamn, en ökning från 34 stycken året innan.
Tore är också den korta formen av det italienska namnet Salvatore.
Namnsdag i Sverige: 19 oktober  (sedan 1901). I den finlandssvenska namnsdagslängden har Tore namnsdag 8 juli sedan 1950.

## Personer med namnet Tore/Thore
- Tore Adamo - artistnamn för Salvatore Adamo, belgisk sångare med italiensk härkomst.
- Tore Andersson (1618–1690), riksdagsman
- Knatten Andersson (1922–1992), skådespelare
- Tore Alespong, ursprungligen Tore Andersson (1909–1995), brädgårdsarbetare och trumpetare
- Tore Bengtsson (politiker)  (1911–1964)
- Tore Bengtsson (skådespelare) (1931–2015)
- Tore Billing - landskapsmålare
- Tore Browaldh - affärsman
- Tore Carbe - friidrottare
- Tore Cervin - fotbollsspelare
- Thore Christiansen - sångare (baryton)
- Thore Ehrling - kompositör och orkesterledare
- Thore Engströmer - professor, universitetsrektor
- Thore M. Fries - botaniker, lichenolog och mykolog
- Tore Frängsmyr - professor i vetenskapshistoria
- Tore Furberg - biskop
- Tore Gudmundsson - norsk prelat
- Tore Gustafsson - friidrottare
- Tore Hedin - fjärdingsman
- Tore Hjort - norsk hövding
- Tore Holm - ingenjör, båtkonstruktör och seglare
- Thore Härdelin - riksspelman
- Thore Jederby - musiker, orkesterledare och kompositör
- Tore Johnson - fotograf
- Tore Keller - fotbollsspelare
- Tore Kullgren - TV-profil
- Tore Larsson - affärsman
- Tore Persson (sångare) 1912–1993
- Tore Persson (konstnär) 1917–1967
- Tore Persson (fotograf) 1918–2010
- Tore Persson (militär) 1924–2017
- Tore Persson (skådespelare) 1953–2016
- Tore Ruud Hofstad - norsk längdåkare
- Thore Segelström - skådespelare
- Tore Sjöstrand - friidrottare, OS-guld 1948
- Thore Skogman - artist
- Thore Swanerud - kapellmästare och kompositör
- Tore Svennberg - skådespelare, regissör och teaterchef
- Tore Thorén - skådespelare
- Tore Werner - musiker
- Tore Wiberg - konsertpianist
- Tore Wretman - gastronom
- Tore Zetterholm - författare